# Autism Research Institute
O ARI, Autism Research Institute (em inglês) ou Instituto de Pesquisa sobre Autismo (em português), é uma entidade sem fins lucrativos, fundada em 1967 pelo médico e cientista PhD Bernard Rimland, autoridade no assunto e pai de um garoto com autismo.
Uma das mais reconhecidas ações foi a criação do Protocolo DAN, um conjunto de ações para tratamento do autismo através de métodos diferentes dos abordados pela neurologia atual, através da biomedicina. DAN vem da sigla para Defeat Autism Now (em inglês) ou Derrote o Autismo Já (em português).